# Taxi (Amerikaanse televisieserie)
Taxi is een Amerikaanse sitcom, die van 1978 tot 1983 werd uitgezonden, in eerste instantie door ABC, later door NBC. Ook in Nederland werd de serie uitgezonden.

## Verhaal
De verhaallijn van de serie vindt plaats in de garage van een taxibedrijf, dat onder leiding van Louie De Palma staat. De Palma is autoritair en grofgebekt, maar er blijkt soms een blanke pit in die ruwe bolster te zitten. De overige karakters zijn chauffeurs, die op zoek zijn naar wat er meer in het leven is. Een opvallende rol was die van Latka Gravas, iemand uit een onduidelijk Oost-Europees land, die slecht Engels spreekt en een kinderlijk en naïef gedrag vertoont. In het tweede seizoen kwam Jim Ignatowski de gelederen versterken, hij verving hiermee John Burns die na het eerste seizoen niet meer terugkeerde. Jim was in het eerste seizoen al een keer in één aflevering te zien, toen hij als dominee Latka Gravas trouwde om hem zo aan een verblijfsvergunning te helpen. Jim is continu onder invloed van drugs en dit heeft overduidelijke gevolgen op zijn uitspraken die hij doet.

## Rolverdeling
- Louie De Palma - Danny DeVito
- Alex Reiger - Judd Hirsch
- Elaine O'Connor-Nardo - Marilu Henner
- Tony Banta - Tony Danza
- Latka Gravas - Andy Kaufman
- Jeff Bennett - J. Alan Thomas
- Bobby Wheeler - Jeff Conaway
- Jim Ignatowski - Christopher Lloyd
- John Burns - Randall Carver
- Simka Dahblitz-Gravas (Latka's vrouw) - Carol Kane

Voor een aantal spelers zou deze serie het opstapje zijn naar succes in film en televisie.

## Trivia
- De serie werd genomineerd voor 31 Emmy Awards en won er daarvan achttien. Daarmee werd het de serie met de meeste Emmy's tot dan toe. Daarnaast werd de serie 25 keer genomineerd voor een Golden Globe, waarvan ze er vier won.
- Andy Kaufman, die de rol van Latka Gravas speelde, creëerde zelf een taal voor Latka. Kaufman speelde overigens niet met veel plezier in de serie, hij vond soaps de laagste vorm van amusement. Het personage Latka zou hem in zijn verdere carrière blijven achtervolgen.
- De muziek (zowel de titelmuziek Angela als de achtergrondmuziek) werd gecomponeerd door toetsenist Bob James.